# Eberhard Schulz (Autodesigner)

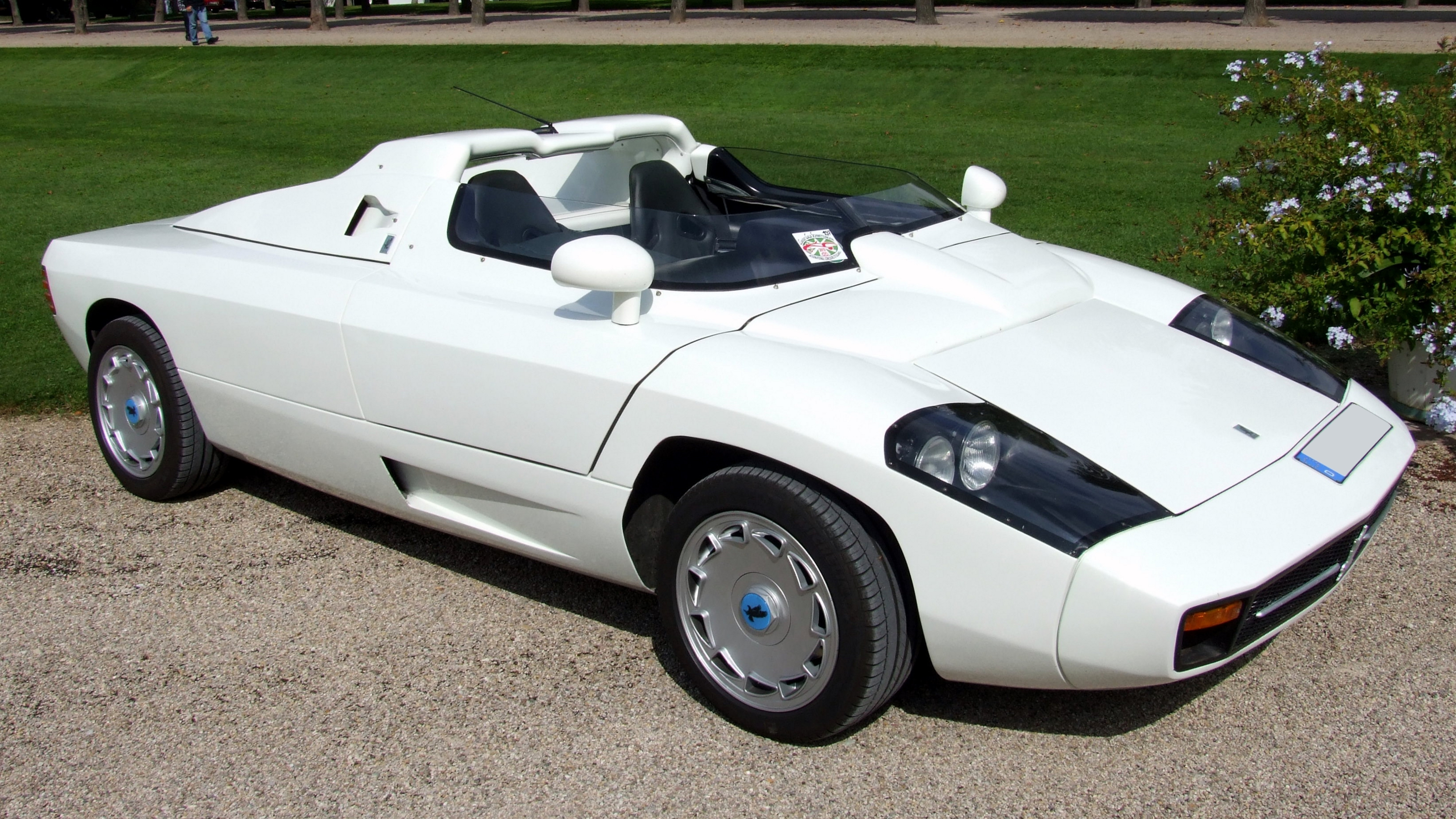
Isdera Spyder

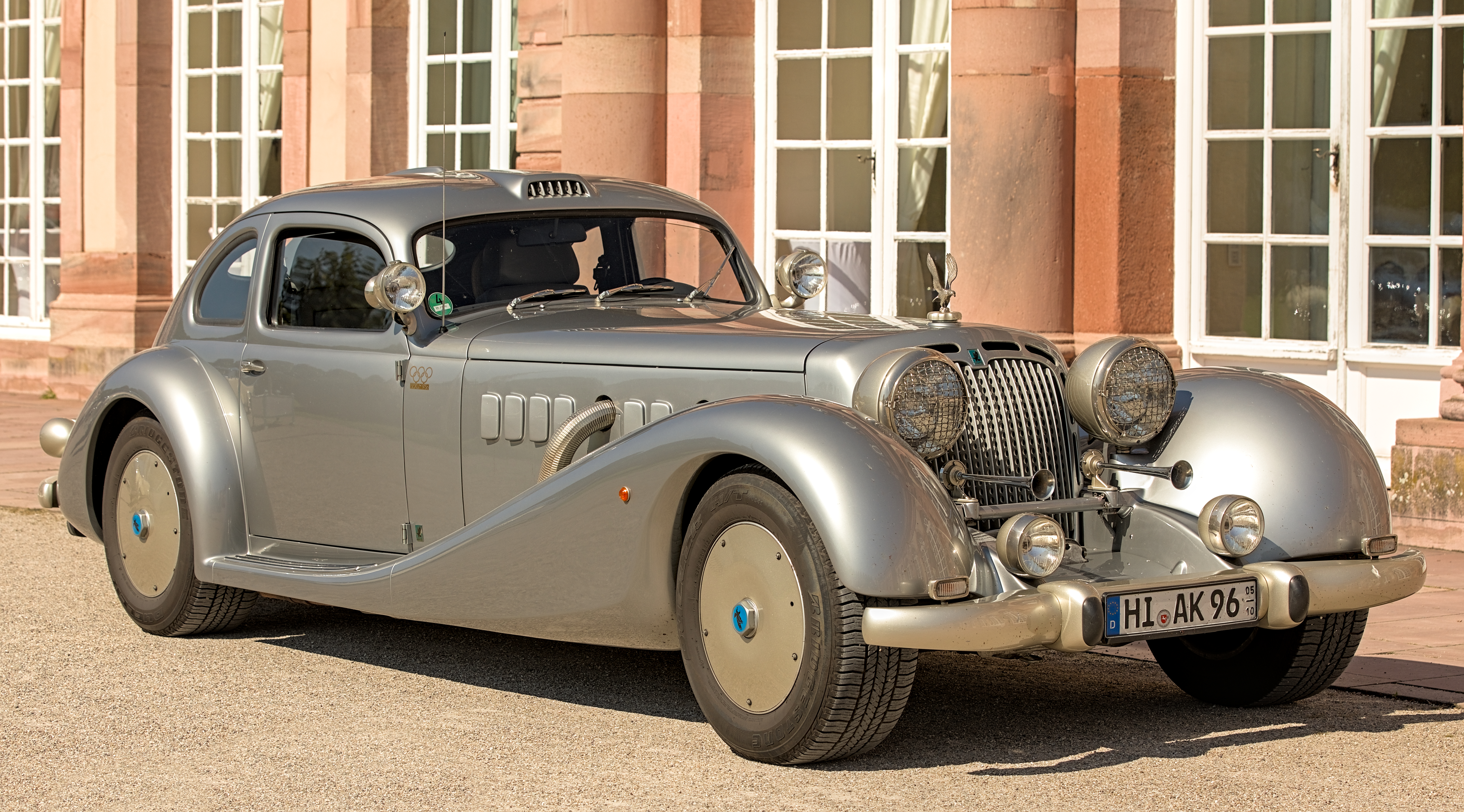
Isdera Autobahnkurier

Eberhard Schulz (* 23. September 1940) ist ein deutscher Autodesigner.
Eberhard Schulz studierte Maschinenbau aber beendete das Studium vor dem Hauptdiplom. 1968 begann er in einer Großwaschküche und in seinem Vorgarten im ostfriesischen Klostermoor einen eigenen Sportwagen mit 400 PS und einer Höchstgeschwindigkeit von mehr als 300 km/h zu bauen, den Erator GT.
Mit diesem Fahrzeug fuhr er bei Mercedes-Benz und Porsche vor, um sich zu bewerben: Er habe keinen Abschluss, als Referenz stehe aber der Erator GT auf dem Parkplatz. Er bekam 1971 eine Anstellung bei Porsche, konnte aber in seiner Freizeit sein zweites Auto entwickeln, den CW 311 mit dem Mercedes-Benz 300 SL Flügeltürer als Vorbild.
1977 erwarb er einen Porsche 904, den er restaurierte und später nutzte, um an Oldtimerrennen teilzunehmen.
1978 lernte er den Tuner Rainer Buchmann kennen, dessen Firma bb bis zu 60 Mitarbeiter zählte. Schulz verließ Porsche und arbeitete mit Buchmann. Aber die beiden zerstritten sich und trennten sich nach kurzer Zeit. 1982 gründete Schulz sein eigenes Unternehmen Isdera, ein Acronym für "Ingenieurbüro für Styling, Design und Racing". Sein Unternehmen profitierte von Entwicklungsaufträgen aus der Industrie, aber parallel dazu entwickelte er sein erstes eigenes Serienauto, den Spyder 033i, der 1983 auf dem Genfer Auto-Salon enthüllt wurde.
Mit ähnlichen Formen baute und vermarktete er eine Kleinserie von 30 Fahrzeugen unter dem Namen Isdera Imperator 108i. Die '8' steht dabei für den V-Motor mit 8 Zylindern. Als sein Ruhm in den 1980ern bereits zu verblassen begann, stellte er seinen Isdera Commendatore 112i mit V12-Motor vor. 2006 komplettierte er seine Fahrzeugentwicklungen mit dem Isdera Autobahnkurier 116i. Dieses Fahrzeug verfügt über zwei V8-Motoren, also 16 Zylinder.